# لورانس داين
لورانس داين (بالإنجليزية: Lawrence Dane)‏ (و. 1937 – م) هو ممثل من كندا.

## وصلات خارجية
- لورانس داين على موقع IMDb (الإنجليزية)
- لورانس داين على موقع ألو سيني (الفرنسية)
- لورانس داين على موقع قاعدة بيانات الأفلام السويدية (السويدية)
- لورانس داين على موقع قاعدة بيانات الفيلم (الإنجليزية)
- لورانس داين على موقع كينوبويسك (الروسية)